# 童培友
童培友，男丶山東人丶中華人民共和國政治人物、軍事人物、中國人民解放軍少將、中共黨員

## 生平
歷任第十四届全国政协委员、浙江省军区副司令员、湖北省军区副司令员、省征兵领导小组副组长   曾經參加對越自衛反擊戰